# Vioolconcert (Moeran)
Ernest John Moeran voltooide zijn enige Vioolconcert op 25 april 1942.
Dit werk is voor wat betreft de benodigde tijd van componeren te vergelijken met zijn Symfonie in g mineur. Hij had dat werk in 1937 net afgerond toen hij aan dit vioolconcert begon. De beoogde soliste was May Harrison met wie hij in 1938 zijn vioolsonate zou uitvoeren. De zaken liepen voorspoedig, Moeran had zich afgezonderd op Valentia Island. In 1938 stond het eerste deel grotendeel in de steigers. Vervolgens kwam de klad er in en voltooide Moeran het werk pas vier jaar later. De beoogde soliste liet het ook links liggen. Uiteindelijk kwam de eerste uitvoering tot stand tijdens een Promsconcert van 8 juli 1942. Arthur Catterall was solist met het London Philharmonic Orchestra onder leiding van Henry Wood. Het werd op de Proms Moerans populairste werk, met zes uitvoeringen:
- 8 juli 1942: Arthur Catterall, London PO, Henry Wood
- 30 juli 1943: Arthur Catterall, BBC Symphony Orchestra o.l.v. Adrian Boult
- 14 juli 1944: Audrey Catterall, BBC Symphony Orchestra o.l.v. Adrian Boult
- 28 augustus 1945: Albert Sammons, BBC Symphony Orchestra o.l.v. Adrian Boult
- 3 augustus 1950: Antonio Brosa, London Symphony Orchestra o.l.v. Basil Cameron
- 17 september 1951: Jean Pougnet, London Symphony Orchestra o.l.v. Basil Cameron

Het concert kent de klassieke driedelige opzet:
- Allegro moderato
- Rondo vivace: alla valce burlesca
- Lento.

Opvallend daaraan is dat het werk besluit met een langzaam deel, normaliter eindigt een concert met een sneller deel. Inspiratie voor het werk haalde de Britse componist met Ierse achtergrond uit zijn verblijf in Kerry County.
De populariteit na de Promsconcerten ebde behoorlijk weg. De muziek van Moeran werd als te conservatief bestempeld. Van het werk waren altijd wel opnamen aanwezig, maar allemaal bestemd voor de Britse markt:
- opname Chandos: Lydia Mordkovitsj met het Ulster Orchestra onder leiding van Vernon Handley (opname 1987-1989)
- opname Chandos: Tasmon Little met het BBC Philharmonic Orchestra onder leiding van Andrew Davis (opname 2013)
- opname Symposium: Albert Sammons met het BBC Symphony Orchestra o.l.v. Adrian Boult (opname tussen 1946-1948)
- opname Lyrita Records: John Georgiadis met het London Symphony Orchestra o.l.v. Vernon Handley
- opname Divine Art: Alfredo Campoli, BBC Symphony Orchestra o.l.v. Adrian Boult